# Biblioteka Narodowa Wysp Owczych
Biblioteka Narodowa Wysp Owczych (farerski: Føroya Landsbókasavn) – znajduje się w Tórshavn na archipelagu Wysp Owczych, duńskiego terytorium zależnego. Jest to zarówno biblioteka publiczna jak i naukowa. W bibliotece znajduje się największy zbiór dzieł napisanych w języku farerskim, przez Farerów w innych językach lub przez nie przetłumaczonych, a także dzieł o Wyspach Owczych. 

## Historia
Biblioteka powstała w 1828 roku gdy duński Amtmaður Christian Ludvig Tillisch (gubernator urzędujący w latach 1825-30) i jego Amtsrevisor Jens Davidsen rozpoczęli zbieranie książek dla Færø Amts Bibliotek (duńskiej Biblioteki Hrabstwa Faroe) na temat Wysp Owczych. Pomagał im w tym duński uczony Carl Christian Rafn oraz inni obywatele. 5 listopada 1828 roku uzyskali oni na od króla dotację pieniężną. W 1831 roku zbiór liczył 2 860 woluminów.
Biblioteka przeniosła się do własnego budynku w 1831 roku, a bibliotekarzem został Jens Davidsen, który pełnił tę funkcję aż do swojej śmierci w 1878 roku. W 1850 roku zbiory liczyły około 5000 książek, ale projekt uległ stagnacji w latach 1878-1905. Zaczął rozwijać się po 1905 roku gdy Løgting (parlament Wysp Owczych) przyznał  bibliotece fundusze na działalność. Biblioteka rozwinęła swoją działalność początku 1921 roku pod kierunkiem lingwisty Madsa Andreasa Jacobsena (1891-1944). W okresie konfliktu językowego na Wyspach Owczych stała się punktem zbiorczym dla pisarzy i polityków narodowych. 
Po uzyskaniu autonomii w 1948 roku, Løgting znacznie zwiększył wsparcie finansowe dla biblioteki, a jej oficjalną nazwę zmieniono na farerską.
Od 24 września 1980 r. biblioteka znajduje się przy ulicy J. C. Svabos gøta 16 w specjalnie do tego celu wybudowanym budynku, który został zaprojektowany przez Jákupa Pauli Gregoriussena.
W 2011 roku Biblioteka Narodowa została administracyjnie połączona z Archiwum Narodowym Wysp Owczych, Muzeum Narodowym Wysp Owczych, Muzeum Historii Naturalnej Wysp Owczych oraz Morskim Laboratorium Biologicznym Kaldbak (farerski: Havlívfrøðiliga Royndarstøðin) w celu utworzenia Narodowego Dziedzictwa Wysp Owczych (farerski: Søvn Landsins), ale w 2018 roku ponownie stała się samodzielną jednostką.
W kraju działa 15 miejskich i 11 szkolnych bibliotek, które są zarządzane przede wszystkim przez Bibliotekę Narodową (pierwsza biblioteka miejska powstała w Klaksvíku w latach 50. XX wieku). Od 2016 r. działalność Ljóðbókatænastan formalnie stanowi część Biblioteki Narodowej.

## Zbiory
16 czerwca 1952 roku została uchwalona Ustawa o egzemplarzu obowiązkowym, która nakładała na wydawców obowiązek przesyłania do biblioteki czterech egzemplarzy druków. Biblioteka może również otrzymywać od wydawców dodatkowe egzemplarze do wymiany z zagranicznymi bibliotekami. 

## Bibliotekarze i menedżerowie 1828–2020
- 1828 – 1878 Jens Davidson
- 1878 – 1903 Louis Bergh
- 1906 – 1920 E. A. Traber
- 1920 – 1944 M. A. Jacobsen
- 1944 – 1968 Sverri Fon
- 1968 – 1989 Sverri Egholm
- 1989 – 2007 Martin Næs
- 2008 – 2010 Marjun Patursson
- 2011 – 2016 Erhard Jacobsen
- 2011 – 2017 Andras Mortensen (Søvn Landsins)
- 2017 – Annika Smith